# Observatoire sous-marin

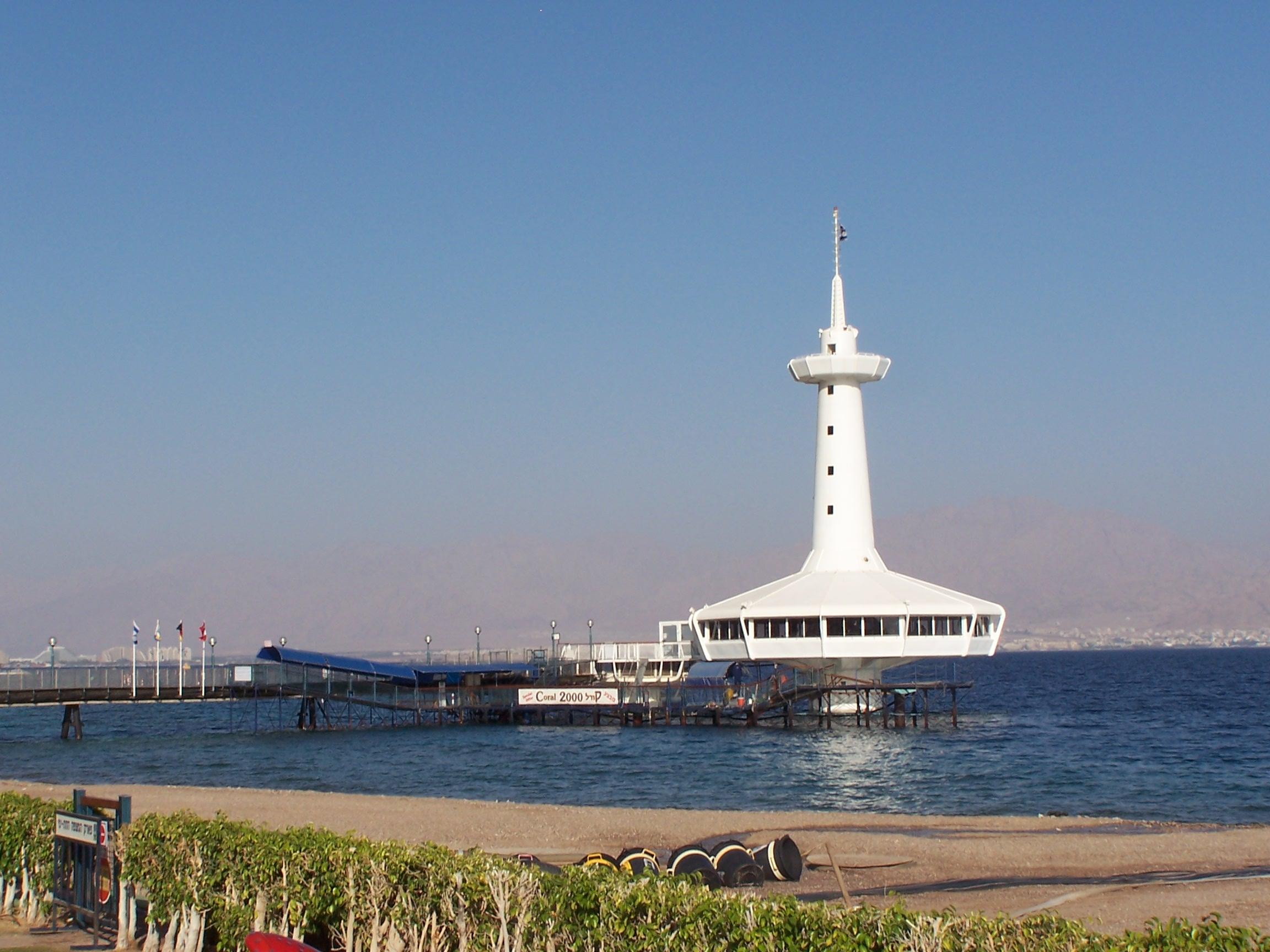
Le Coral World Underwater Observatory

Un observatoire sous-marin est le nom que l'on donne à toute structure submergée dans un milieu aquatique pour montrer au public la biodiversité sous-marine locale. 

## Description générale
Un observatoire-sous marin est un bâtiment d'observation submergé dans un milieu aquatique (seulement marin), relié à la terre par un accès (passerelle, tunnel) pour être accessible au public, et possédant des baies vitrées ou des hublots permettant l'observation constante des animaux et végétaux aquatiques entourant l'observatoire.
Les observatoires sous-marins sont difficiles à réaliser car, outre leur coût de réalisation (Le Busselton Jetty Underwater Observatory a coûté plus de 3,5 millions de dollars Australiens) ils doivent répondre à plusieurs critères pour être immergés correctement dans un milieu marin : Les vitres doivent posséder une certaine épaisseur pour résister à des pressions trop grandes, le bâtiment doit avoir le moins d'impact possible sur l'environnement à l'endroit où il a été posé, il doit pouvoir être bien ancré au substrat pour ne pas risquer de se détacher, il doit pouvoir résister aux courants, à l'érosion et au fouling... etc.
La plupart du temps, l'observatoire sous marin est, avec le temps, colonisé par des micro-organismes, algues et invertébrés (Coraux, hydraires, éponges encroûtantes... etc) et peut devenir un récif artificiel. 
Il se différencie des observatoires océanographiques par le fait qu'au lieu d'être créé dans un seul but scientifique, le bâtiment en question est public.
De plus, à la différence des aquariums publics, les observatoires sous-marins montrent au public la biodiversité sous-marine libre de toute "contrainte" due à la captivité.

## Liste des observatoires sous-marins
Il existe peu d'observatoires sous-marins dans le monde. Voici une liste de tous les observatoires sous-marin existant à ce jour :

### Le Busselton Jetty Underwater Observatory, Ouest de l'Australie
Il s'agit d'un bâtiment cylindrique de plus de 8 mètres de long et 9,5 mètres de diamètre. Il est, jusqu'à aujourd'hui, l'observatoire sous-marin le plus récemment construit (2003) et le plus profond (le bâtiment permet de voir jusqu'à 8 mètres de profondeur). Elle permet l'observation de la faune et de la flore aquatique subtropical de l'ouest australien. Le bâtiments est bordé par les longs pilotis du pier du Busselton Jetty, colonisés par les hydraires, les gorgones, les algues, les éponges et autres organismes colonisateurs, formant de véritables récifs artificiels, et qui attirent de nombreux poissons et invertébrés tropicaux et subtropicaux, benthiques et pélagiques. Avec plus de 300 espèces marines différentes répertoriées, le Busselton jetty possède une grande diversité biologique sous-marine, qui aboutit à son summum lors du passage des courants d'eaux chaude dans la région, apportant un grand nombre d'espèces tropicales et subtropicales. 

### Le Green Island Underwater Observatory, Est de l'Australie
Premier Observatoire sous-marin au monde, construit en 1954. Il s'agit d'un Diving chamber de la Seconde Guerre mondiale transformé en observatoire sous-marin ; il possède une chambre submergée avec plusieurs hublots permettant l'observation constante de la faune et de la flore des récifs coralliens environnants outre les coraux eux-mêmes. On y voit notamment le bénitier géant du Pacifique.

### Le Milford Deep Underwater Observatory,Nouvelle-Zélande
Il s'agit d'une série de bâtiments sur pilotis semi-submergés, situé dans le fjord de Milford Sound. La faune et la flore observée est exceptionnelle : en effet on ne l'observe normalement qu'à plus de 40 mètres de profondeur en plein océan, mais la surface de l'eau est recouverte d'une couche d'eau douce noirâtre apportée par les pluies diluviennes et les cascades. Ce phénomène permet l'évolution d'espèces de grandes profondeurs à quelques mètres en dessous du niveau de l'océan seulement, comme les crinoïdes, les brachiopodes et les récifs de coraux noirs qui ont contribué à la réputation du lieu. 

## Divers

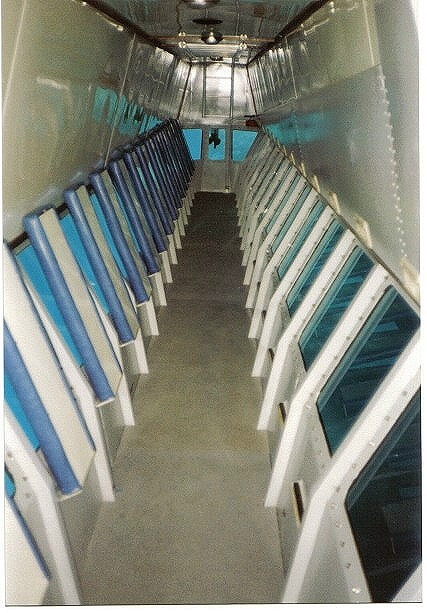
Bateau touristique à cales vitrées à la Grande barrière de corail.

- On appelle par extension observatoire sous-marin (bien qu'il s'agisse en réalité d'observatoires océanographiques) des structures de câblages sous la mer pourvue de fibres optiques, de capteurs et de caméras, créés dans un but scientifique, pour l'observation constante des activités biologiques, géologiques et climatiques de la mer. Les projets NEPTUNE et ESONET en sont de bons exemples.

- Jacques Rougerie a créé plusieurs projets de bâtiments sous-marins, qui bien qu'ils ne soient pas créés dans le seul but de l'observation de la biologie marine, le sont surtout pour diverses fonctions comme des complexes hôteliers, des musées...

- Jacques Cousteau avait élaboré plusieurs maisons sous-marines provisoires dans les années 1970. (Les Précontinent.)

- Il existe, dans plusieurs endroits du monde, des petits sous-marins et bateaux pourvus de cales, exploités à des fins touristiques pour l'observation de la vie sous-marine et des épaves. Ces navires, à tort appelés "observatoires sous-marin" (Il s'agirait plutôt ici d'"observatoires sous-marins mobiles") sont bien plus répandus que les observatoires sous-marins public.